# Advanced Gravis
Advanced Gravis Computer Technology, Ltd. – kanadyjski producent akcesoriów komputerowych. Firma została założona w roku 1982 w Kolumbii Brytyjskiej (Kanada). Do jej najbardziej znanych produktów należą kontrolery do gier Gravis PC GamePad i Gravis Joystick oraz rodzina kart dźwiękowych Gravis Ultrasound – pierwszych kart z wbudowaną syntezą wavetable dla użytkowników domowych. W latach świetności firma zatrudniała 200 pracowników i była największym producentem dżojstików komputerowych. W roku 1997 firma została przejęta przez Kensington Technology Group i wkrótce zniknęła z rynku.